# Julien Quercia
Julien Quercia (n. 17 de agosto de 1986 en Thionville) es un exfutbolista francés retirado en 2015. Durante su carrera jugó en el Sochaux, Auxerre y Lorient.

## Selección nacional
Ha sido internacional con la Selección de fútbol de Francia Sub-21.

## Equipos
| Club    | País    | Año       |
| ------- | ------- | --------- |
| Sochaux | Francia | 2005-2008 |
| Auxerre | Francia | 2008-2011 |
| Lorient | Francia | 2011-2015 |

## Palmarés

### Campeonatos nacionales
| Título          | Club       | País    | Año  |
| --------------- | ---------- | ------- | ---- |
| Copa de Francia | FC Sochaux | Francia | 2004 |